# Штрюббель
Штрюббель (нем. Strübbel) — община в Германии, в земле Шлезвиг-Гольштейн.
Входит в состав района Дитмаршен. Подчиняется управлению КЛьГ Вессельбурен.  Население составляет 83 человека (на 31 декабря 2010 года). Занимает площадь 4,40 км².

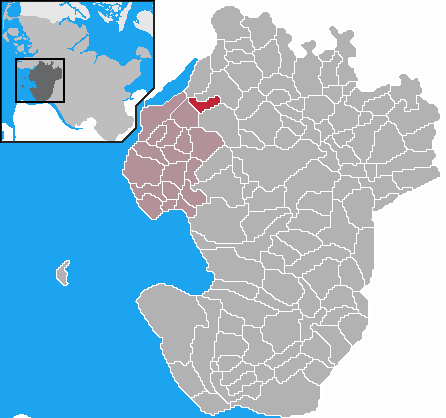
Штрюббель